# Торяное
Торяное — село в Еланском районе Волгоградской области России, в составе Дубовского сельского поселения.
Население — 344 (2010)

## История
В Списке населённых мест Саратовской губернии по данным 1859 года значится как казённый хутор Торяной. Согласно Схематической карте Аткарского уезда 1912 года слобода Торяная обозначена в границах Волковской волости. Согласно Списку населённых мест Аткарского уезда 1914 года (по сведениям за 1911 год) слободу населяли бывшие государственные крестьяне, преимущественно великороссы, всего 879 мужчин и 829 женщин. В селе имелись церковь и церковная школа
В 1921 году Волковская волость перечислена из Аткарского уезда в новый Еланский уезд. В 1923 году в связи с упразднением Еланского уезда волость включена в состав Еланской волости Балашовского уезда
В 1928 году село включено в состав Еланского района Камышинского округа (упразднён в 1930 году) Нижне-Волжского края (с 1934 года — Сталинградского края, с 1936 года — Сталинградской области). В декабре 1928 года Торяновский сельсовет был упразднён, включён в состав Бабинского сельсовета. Не позднее 1957 года Бабинский сельсовет был упразднён, село Торяное значится в составе Дубовского сельсовета. В 1992 году был образован Торяновский сельсовет с административным центром в селе Торяное за счет разукрупнения Дубовского сельсовета. С 2004 года значится в составе Дубовского сельского поселения.

## География
Село находится в пределах Хопёрско-Бузулукской равнины, являющейся южным окончанием Окско-Донской низменности, на реке Елани (правый приток реки Терсы), на высоте около 120 метров над уровнем моря. У северо-западной окраины села расположено озеро Берёзовое.
Почвы: чернозёмы обыкновенные.
По автомобильным дорогам расстояние до областного центра города Волгоград составляет 360 км, до районного центра рабочего посёлка Елань — 22 км.
Часовой пояс
Торяное, как и вся Волгоградская область, находится в часовой зоне МСК (московское время). Смещение применяемого времени относительно UTC составляет +3:00.

## Население
Динамика численности населения по годам:
| 1859 | 1897 | 1911 | 1987 | 2002 |
| ---- | ---- | ---- | ---- | ---- |
| 654  | 1169 | 1708 | ≈380 | 370  |

| 2010 |
| ---- |
| 344  |